# Ann Widdecombe

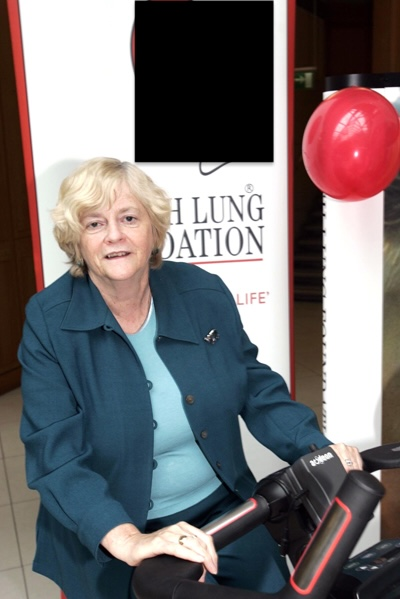
Ann Widdecombe (2006)

Ann Noreen Widdecombe (* 4. Oktober 1947 in Bath, Somerset, England) ist eine britische Politikerin, vormals Mitglied der Conservative Party, seit 2019 Mitglied der Brexit Party (seit 1/2021 Reform UK) sowie Autorin.

## Leben
Nach dem Besuch einer Konfessionsschule studierte sie an der University of Birmingham sowie der University of Oxford, ehe sie 1973 ihre berufliche Laufbahn bei Unilever begann. Danach war sie zwischen 1975 und 1987 als Administratorin der University of London tätig.
Nach zwei vergeblichen Kandidaturen wurde sie als Kandidatin der Conservative Party bei den Unterhauswahlen 1987 erstmals zum Mitglied in das Unterhaus (House of Commons) gewählt. Dort vertrat sie zunächst bis 1997 den Wahlkreis Maidstone sowie danach bis zur Unterhauswahl 2010 den Wahlkreis Maidstone and The Weald.
1990 übernahm sie erstmals ein Juniorministeramt in der von Premierminister John Major gebildeten britischen Regierung und war zunächst bis 1993 Parlamentarische Unterstaatssekretärin im Ministerium für soziale Sicherheit. Im Anschluss wurde sie Parlamentarische Unterstaatssekretärin im Beschäftigungsministerium, ehe sie 1994 Staatsministerin im Ministerium für Beschäftigung wurde. Danach war Ann Widdecombe von 1995 bis 1997 Staatsministerin für Gefängnisse im Innenministerium (Home Office) und wurde dabei aufgrund ihrer ausgesprochen konservativen Ansichten von einigen Politikern in der Nachfolge von Margaret Thatcher gesehen.
Bei der vernichtenden Wahlniederlage der konservativen Tories bei der Unterhauswahl 1997 konnte sie ihr Mandat im Unterhaus verteidigen und wurde danach zur „Gesundheitsministerin“ im Schattenkabinett von William Hague berufen, ehe sie von 1999 bis 2001 Schatten-„Innenministerin“ war.
2001 lehnte sie eine Kandidatur als Nachfolgerin von Hague als Vorsitzende der Conservative Party ab, so dass stattdessen Iain Duncan Smith am 13. September 2001 neuer Parteivorsitzender wurde.
Neben ihrer politischen Laufbahn war Ann Widdecombe auch als Schriftstellerin tätig und veröffentlichte neben Inspired and Outspoken (1999) auch die Romane The Clematis Tree (2000), An Act of Treachery (2002), Father Figure (2005) sowie An Act of Peace (2005). Außerdem arbeitete sie mehrmals für das Fernsehen, unter anderem als Aushilfsmoderatorin der Panel-Show Have I Got News for You und als Teilnehmerin bei Strictly Come Dancing. 2007 hatte sie einen Gastauftritt in der Fernsehserie Dr. Who.
Widdecombe, die 1993 die Church of England verließ und sich der römisch-katholischen Kirche anschloss, tritt in der Öffentlichkeit zudem für den christlichen Glauben ein. Sie arbeitete unter anderem an Fernsehdokumentationen über das Christentum und die Bibel und verteidigte im Rahmen einer Intelligence-Squared-Debatte gemeinsam mit Erzbischof John Onaiyekan die katholische Kirche gegen Stephen Fry und Christopher Hitchens.
Im April 2019 gab Widdecombe ihre Rückkehr in die aktive Politik bekannt und teilte mit, dass sie bei der anstehenden EU-Wahl für die Brexit Party kandidieren werde.
Sie war eine von insgesamt 29 Abgeordneten der Brexit Party im Europäischen Parlament.
Ihre Jungfernrede im Europaparlament sorgte für Kritik und Spott, da sie den Brexit mit der Auflehnung von Sklaven gegen ihre Herren und der Befreiung von Kolonien auf eine Stufe stellte.